# Hooton
Hooton är en by i unparished area Ellesmere Port, i distriktet Cheshire West and Chester, i grevskapet Cheshire, i England. Byn är belägen 12 km från Chester. Hooton var en civil parish 1866–1950 när blev den en del av Ellesmere Port. Civil parish hade 246 invånare år 1931. Byn nämndes i Domedagsboken (Domesday Book) år 1086, och kallades då Hotone.